# Carlos de Almeida Baptista Júnior
Carlos de Almeida Baptista Junior (Fortaleza, 5 de setembro de 1960) é um Tenente-Brigadeiro do Ar, ex-comandante da Força Aérea Brasileira.

## Biografia
Nascido em Fortaleza-CE, ingressou na Força Aérea Brasileira, através da Escola Preparatória de Cadetes do Ar (EPCAR), em 3 de março de 1975. Após três anos, seguiu para a Academia da Força Aérea, onde concluiu, em 10 de dezembro de 1981, o Curso de Formação de Oficiais Aviadores, sendo declarado Aspirante-a-Oficial.
Nos dois próximos anos, cumpriu o treinamento necessário para ser declarado Piloto de Caça da Força Aérea Brasileira, tendo voado, neste período, a aeronave AT-26 - Xavante, desenvolvida pela Itália e montada, sob licença, pela Embraer.  
Em janeiro de 1984, ainda como segundo-tenente, iniciou o Curso de Piloto de Defesa Aérea, no Primeiro Grupo de Defesa Aérea, com sede em Anápolis-GO, tendo sido declarado JAGUAR 112. 
Durante quinze anos, serviu em diversas Unidades Aéreas da Aviação de Caça (Esquadrões Joker, Pacau, Jaguar e Jambock), tendo voado mais de 2.200 horas nas aeronaves de Caça F-103 - Mirage III, AT-26 - Xavante e F-5 - Tiger II. 
Durante a carreira de 46 anos dedicados à vida militar, o Tenente-Brigadeiro do Ar Baptista Junior assumiu o comando, a chefia e a direção de diferentes organizações da FAB, entre elas, foi o primeiro Comandante do 2º/6º Grupo de Aviação – Esquadrão Guardião; Comandante da Base Aérea de Fortaleza; Adjunto do Adido de Defesa e Aeronáutica nos Estados Unidos; Subchefe de Apoio do Comando-Geral de Apoio; Presidente da Comissão Coordenadora do Programa Aeronave de Combate e Chefe do Subdepartamento de Desenvolvimento e Programas; Comandante do Comando de Defesa Aeroespacial Brasileiro; Diretor da Diretoria de Material Aeronáutico e Bélico; Vice-Chefe do Estado-Maior da Aeronáutica; Chefe de Operações Conjuntas do Estado-Maior Conjunto das Forças Armadas do Ministério da Defesa; e Comandante do Comando-Geral de Apoio.
O Oficial-General é oriundo das Aviações de Caça e Reconhecimento.
O Tenente-Brigadeiro Baptista Junior é filho do ex-comandante da FAB Carlos de Almeida Baptista, que chefiou a Força de 1999 a 2003, no governo de Fernando Henrique Cardoso. 
Carlos Baptista Junior foi promovido a tenente-brigadeiro em 2018. Possui cerca de 4.500 mil horas de voo, sendo 2.200 horas em aeronaves de caça.

### Comando da FAB
Assumiu o Comando da Força Aérea Brasileira em 12 de abril de 2021, substituindo Antonio Carlos Moretti Bermudez.
O tenente-brigadeiro foi crítico da CPI da COVID-19, com declarações contra seu presidente Omar Aziz.
Segundo matéria assinada pelo jornalista Paulo Capelli publicada no site Metropoles, aliados do presidente Bolsonaro (não identificados na matéria), informaram que Baptista Junior era a favor de um golpe de Estado no Brasil, por meio da invocação do artigo 142 para impedir a posse de Luiz Inácio Lula da Silva e manter o candidato derrotado Jair Bolsonaro na presidência. O comandante negou em seu Twitter, afirmando que "jamais apoiaria rupturas democráticas".
Em 27 de novembro de 2024, a Polícia Federal afirmou, no relatório final da investigação sobre golpe de estado (Pet 12.100), que a tentativa golpista de Jair Bolsonaro e aliados não foi concretizada porque a maioria do Alto Comando do Exército e os comandantes do Exército (General Freire Gomes) e da Aeronáutica (Tenente-Brigadeiro Baptista Junior) "não cederam a pressões golpistas". Conforme o relatório da PF, os comandantes do Exército e da Aeronáutica não deram o suporte armado para que o presidente da República consumasse o golpe de Estado.
Baptista Junior passou o Comando da Aeronáutica, em 02 de janeiro de 2023, ao Tenente-Brigadeiro Marcelo Kanitz Damasceno.
Em 21 de maio de 2025, em um depoimento à Primeira Turma do STF na condição de testemunha no processo sobre tentativa de golpe, Baptista Júnior confirmou que participou com o ex-presidente Jair Bolsonaro de uma reunião com plano golpista no Palácio da Alvorada, após o segundo turno das eleições de 2022. Ele disse também que, no dia 14 de dezembro, outra reunião foi realizada no Ministério da Defesa, onde o então ministro da Defesa no governo de Jair Bolsonaro, Paulo Sérgio Nogueira, apresentou uma minuta golpista aos comandantes das Forças Armadas.
Em 15 de julho de 2025, Baptista Júnior foi ouvido como testemunha na ação penal contra o grupo chamado "núcleo 4" da organização golpista e disse em um depoimento que sofreu ataques nas redes sociais por não aderir à tentativa de golpe planejada pelo ex-presidente Jair Bolsonaro e aliados.

## Graduações
Fontes:
- Praça: 03 de março de 1975
- Aspirante: 10 de Dezembro de 1981
- Segundo Tenente: 31 de Agosto de 1982
- Primeiro Tenente: 31 de Agosto de 1984
- Capitão: 31 de Agosto de 1987
- Major: 25 de Dezembro de 1993
- Tenente-Coronel: 30 de Abril de 1999
- Coronel: 30 de Abril de 2004
- Brigadeiro do Ar: 31 de Julho de 2009
- Major-Brigadeiro do Ar: 31 de Março de 2013
- Tenente-Brigadeiro do Ar: 31 de Março de 2018